# Maslen nos
Koordinaten: 42° 18′ 27,1″ N, 27° 47′ 32,4″ O

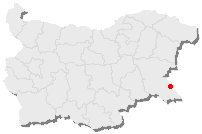
Maslen nos in Bulgarien

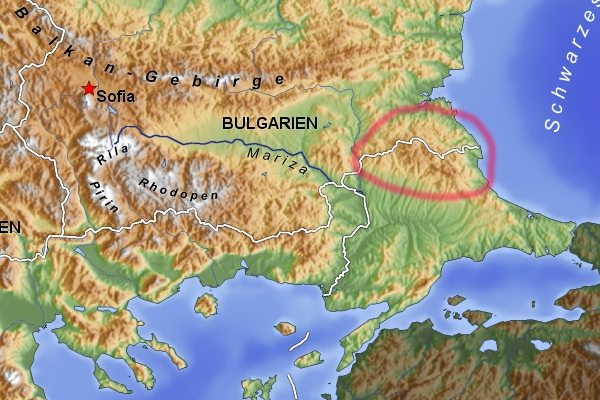
Strandschagebirge und Maslen Nos

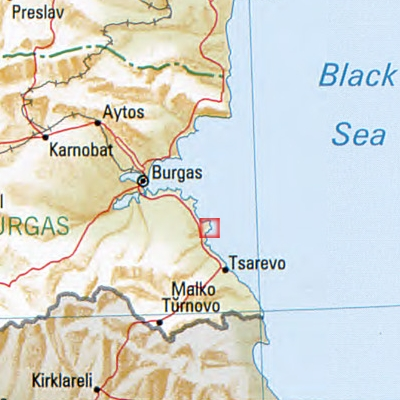
Maslen nos (rotes Viereck) - Nachbarorte: Burgas, Zarewo

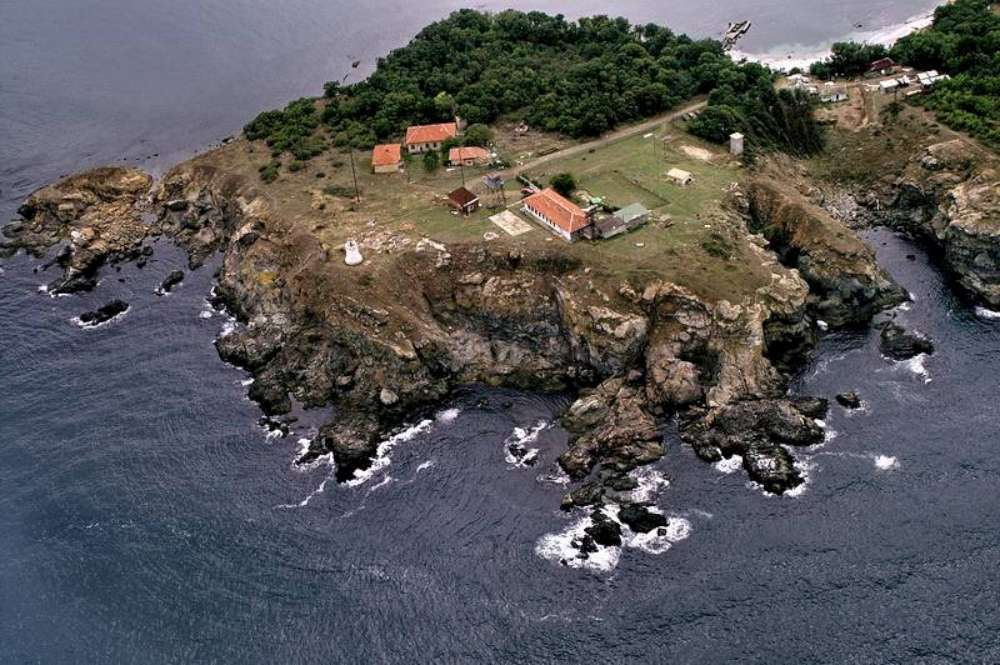
Luftaufnahmen vom Maslen nos

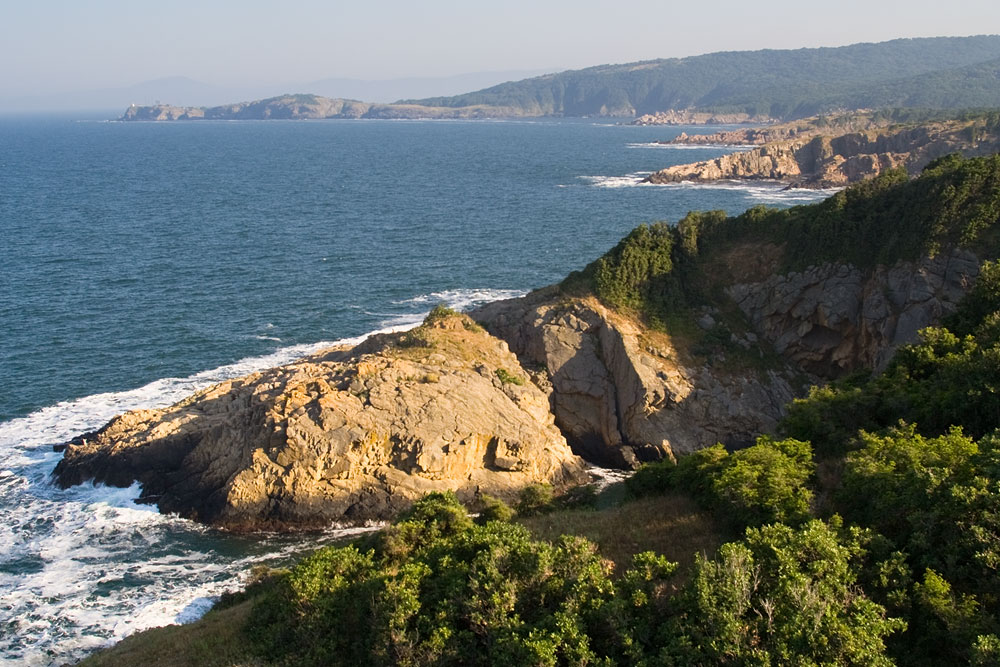
Blick vom weiter nördlich gelegenen Kap Korakja auf das in der Ferne gelegene Kap Maslen nos

Maslen nos (bulgarisch Маслен нос) ist ein Kap am Schwarzen Meer, im Südosten Bulgariens. Maslen nos ist der südlichste Punkt der Bucht von Burgas.

## Lage
Dieses Kap ist der südöstlichste Punkt der Hügelkette Meden rid. Die Hügelkette wird im Westen vom Fluss Rosen begrenzt und erstreckt sich im Osten bis zum Schwarzen Meer, einschließlich der Küste der Bucht Tschengene Skele im Norden bis zum Kap Maslen nos im Süden. Ihr höchster Gipfel Bakarlaka (376 m; ⊙) befindet sich westlich von Sosopol. Unmittelbar vor dem Kap Maslen nos wird die Hügelkette vom Ropotamo-Fluss durchdrungen. Der Meden rid ist Teil des Strandschagebirges, das auf dem Kap in einer Halbinsel ausläuft (Nord-Süd-Ausdehnung: ca. 4 km; Ost-West-Ausdehnung ca. 3 km) und in das Schwarze Meer vorspringt.
Unmittelbar am Kap fällt eine steile Felsenküste ins Meer ab. Von Norden betrachtet erinnert Maslen nos an den Umriss eines Löwenkopfes – nicht zu verwechseln mit der Felsformation „Löwenkopf“ am Fluss Ropotamo.
Auf dem Kap steht die Kapelle Sweti Nikola. Zwei Kilometer weiter nördlich von Maslen nos liegt das Kap Karaultasch.

## Name
Das Kap Maslen nos (deutsch etwa: „Olivenöl-Kap“) war schon zur Zeit der Griechen dafür berüchtigt, dass dort viele Schiffe an den spitzen Felsen zerschellten und untergingen. Die Ladung dieser Schiffe bestand zu einem großen Teil aus Amphoren mit Olivenöl, das dann deutlich sichtbar aus den zerstörten Schiffen austrat. Daher der Name Maslen nos (maslo = Fett, Öl; nos = Nase, Kap).
Während der 500-jährigen Herrschaft des Osmanischen Reiches über die Region des heutigen Bulgariens hieß das Kap Zeytin burnu, was auf Türkisch „Olivenöl-Kap“ bedeutet und sogar ausdrücklich auf Olivenöl verwies und nicht allgemein auf Öl, wie das bulgarische Wort „maslo“.
- Zeytin (türkisch) = Зехтин (bulgarisch; Transkription: Sechtin; aus dem Persischen entliehen) = Olivenöl;
- burnu (türkisch) = nos (bulgarisch) = Nase, Kap.

Nicht zu verwechseln ist der alte türkische Name Zeytin burnu mit einem gleichnamigen Stadtteil Zeytinburnu in Istanbul.
Die in manchen Atlanten anzutreffende Bezeichnung „Kap Maslen nos“ (engl. „Cape Maslen nos“) oder „Nos Malsen nos“ (abgekürzt: „N. Maslen nos“) stellt jedoch eine unkorrekte Namensdoppelung dar, da „nos“ das bulgarische Wort für „Kap“ ist. „Kap Malsen nos“ würde also bedeuten „Kap öliges Kap“. Auch die falsche Übersetzung „Butter Kap“ (engl. „Butter Cape“) ist anzutreffen.

## Leuchtturm
Aus der Antike und dem Mittelalter ist nichts über einen Leuchtturm auf Maslen nos überliefert. Wegen seiner exponierten Lage diente das Kap aber sicherlich bereits in der Antike als Navigationshilfe.
Die ersten Informationen finden sich in einem Bulletin der Leuchtturmbehörde in Istanbul vom 6. Dezember 1863. Hierin werden die Koordinaten eines konstanten roten Leuchtfeuers auf dem Kap angegeben. Die Höhe des Feuers über dem Meeresspiegel betrug 10 m und die Sichtweite 6 NM. Wahrscheinlich sah dieser „Leuchtturm“ genauso aus, wie die Leuchttürme am Kap von Warna und auf der Insel Sweta Anastasia. Das heißt, dass er aus einem Eisenpfahl bestand, auf den man bei Einbruch der Dunkelheit eine rote Lampe stellte.
Die Firma Julius Pintsch baute 1930 auf dem Kap einen neuen Leuchtturm, der bis heute dort steht und seinen Dienst versieht. Auf dem Leuchtturm ist eine Optik der Firma Julius Pintsch montiert, die mit Gas betrieben wird.
Der Leuchtturm befindet sich 7 km nordöstlich von Primorsko. Seine Leuchthöhe über dem Wasser ist 37,5 m über dem Meeresspiegel. Er hat eine Reichweite von 17 nautischen Meilen (NM). Alle 17,2 s sendet er drei weiße Blitzlichter (Dauer jeweils 0,4 Sekunden; flashes) aus. Dazwischen jeweils eine Pause von vier, vier und acht Sekunden. Der Leuchtturm ist ein weißer, 6 m hoher (mit dem Postament für die Optik: 7,5 m hoch) runder Steinturm mit einer Galerie.
Die Optik wurde manuell eingeschaltet und von einem Motor gedreht (ein kleiner Membran-Gas-Motor), der den Gasdruck des Leuchtgases ausnutzte, bevor dieses im Brenner des Leuchtfeuers verbrannte. Ab dem 25. Juli 1932 wurde der Gasautomat auf Azetylen umgestellt.
Neben dem Leuchtturm steht das eingeschossige Häuschen (ein Zimmer mit Küche) des Leuchtturmwärters. In der kleinen Bucht, die sich südlich vom Kap befindet, wurde 500 m vom Leuchtturm entfernt ein kleiner Kai aus Beton gebaut, damit Motorboote anlegen konnten. Über viele Jahre erfolgte die Versorgung des Leuchtturms mit Brennstoff und Nahrungsmitteln über das Meer, da der Leuchtturm, besonders im Winter, völlig vom Hinterland abgeschnitten war.
Südlich vom Leuchtturm wurde 1937 ein viereckiger, 3 m hoher, Steinbau errichtet, auf dem eine Nebelglocke aus Bronze aufgestellt wurde, um bei Nebel die Schiffe zu warnen. Der Antriebsmechanismus für die Glocke war in dem Steinbau untergebracht. Er musste manuell aufgezogen und gestartet werden. Die Glocke läutete dann zwei Stunden lang alle 9 s zweimal. nach jedem Gong gab es eine Pause von 3 s bzw. 6 s. Die nächsten 25 Jahre blieben dann die Anlage und der Leuchtturm am Kap unverändert.
Die Notwendigkeit eines Funkfeuers erforderte eine grundlegende Modernisierung der Anlage am Maslen nos. Vor allem musste eine Stromleitung zum Leuchtturm gelegt werden.
Als 1961 an der bulgarischen und rumänischen Schwarzmeerküste 6 Funkfeuer errichtet wurden, befand sich eines hier.
Die 6 Funkfeuer standen an folgenden Kaps:
- Kap Kaliakra
- Schlangeninsel
- Sweti Georgi
- Konstanza
- Kap Emine
- Kap Maslen nos

Diese 6 Funkfeuer haben nacheinander für jeweils eine Minute ihre Signale (einschließlich Kennung) ausgestrahlt, so dass sich die Sequenz aller Funkfeuer alle 6 Minuten wiederholte.
Ab 1961 sendete das Funkfeuer im 24-Stunden-Betrieb die Buchstaben "MN" aus. Die alte Optik des Leuchtturms wurde elektrifiziert. 1968 wurde die Optik durch eine moderne elektrische Optik M-300 ersetzt. Die alte Optik ist seit 1977 im Marinemuseum Warne (bulg. Военноморски музей Варна) zu sehen. 2005 erhielt der Leuchtturm die neue Optik M-500.

## Unterwasserarchäologie
In der kleinen Bucht unmittelbar südwestlich vom Kap begann 1960 die bulgarische Unterwasserarchäologie; Expeditionsleiter war Iwan Galabow (bulg. Иван Гълъбов). die archäologischen Funde zeigten, dass in dieser kleinen Bucht, die im Lee der vorherrschenden Windrichtung lag, bereits im 6. Jahrhundert v. Chr. kleine Schiffe Zuflucht gesucht haben. Es gibt zahlreiche Funde aus der Spätantike und dem Mittelalter (5. bis 14. Jahrhundert).

## Primorsko
Das Kap liegt in der Nähe der Stadt Primorsko, die weiter südlich liegt, 5 km Luftlinie von Kap entfernt. In Primorsko und der Umgebung gibt es ausgedehnte Sandstrände.

## Ropotamo
Die Mündung des Flusses Ropotamo liegt 5 km nordwestlich vom Kap. An der Mündung des Ropotamo befinden sich die Überreste einer römischen Stadt. Außerdem stand in der Nähe die antike Stadt Ranuli. Der Fluss Ropotamo windet sich im Hinterland durch das Naturschutzgebiet Ropotamo. Er schneidet sich hier in die Hänge des Strandschagebirges und hat riesige Felsblöcke ausgewaschen.

## Beliktasch
Die weitere Region um die Halbinsel und das Kap Maslen nos sowie um den Fluss Ropotamo ist seit Urzeiten besiedelt. Auf dem Gebiet der Halbinsel Kaps befindet sich auch das thrakische Heiligtum Begliktasch (bulg. Беглик Таш), 200 m landeinwärts vom Kap, das erst 2003 entdeckt wurde.

## Perla
Auf der Südseite, 3,5 km vom Kap entfernt, liegt die ehemalige Regierungsresidenz von Todor Schiwkow, die ca. 1980 erbaut wurde. Seit ca. 1955 gab es dort einen großen Campingplatz inmitten eines dichten Eichenwaldes. Beliktasch liegt zwei Kilometer von Perla und einen Kilometer landeinwärts vom Schwarzen Meer. In den nächsten Jahren wird die Südseite von Maslen Nos im Rahmen eines großen Bauprojektes bebaut werden, dem dann auch die ehemalige Residenz weichen muss. Das Naturschutzgebiet Ropotamo liegt etwas weiter westlich von diesem Bauvorhaben.

## Fauna
Nahe dem Kap liegt eine schwer zugängliche Höhle, deren Eingang nur mit dem Boot oder für Schwimmer erreichbar ist. Sie wird von ca. 3000 Fledermäusen (Langflügelfledermaus und ca. 100 große Mausohrfledermäuse) bewohnt.
In der Nähe des Kaps, am Felsen „Ostrak“, gibt es Austernriffe, die jedoch keine lebenden Austern mehr enthalten. Sie bestehen aus Schalen von abgestorbenen Europäischen Austern.
Am Kap sind außerdem viele Schlangen anzutreffen.